# Karate Kid (film din 2010)
Karate Kid (în engleză The Karate Kid) este un film de arte marțiale din 2010, regizat de Harald Zwart. Din distribuție fac parte Jaden Smith, Jackie Chan și Taraji P. Henson în roluri principale. Filmul a fost produs de Jerry Weintraub, James Lassiter, Ken Stovitz și părinții lui Jaden, Will Smith și Jada Pinkett Smith. Scenariul, semnat de Christopher Murphey, a fost inspirat din povestea scrisă de Robert Mark Kamen pentru filmul din 1984 Karate Kid. Spre deosebire de versiunea originală, acest remake este stabilit în China și include Kung Fu în loc de Okinawan Karate. Muzica filmului a fost compusă de James Horner. Este o coproducție internațională între China, Hong Kong și Statele Unite.
Filmările au avut loc la Beijing, China; au început în iulie 2009 și s-au încheiat pe 16 octombrie 2009. The Karate Kid a fost lansat teatral la nivel mondial în data de 11 iunie 2010 de Sony Pictures. A primit recenzii mixte și a câștigat 359,1 milioane de dolari countra unui buget de 40 de milioane de dolari.
Povestea se referă la Dre (Smith), un băiat de 12 ani din Detroit, Michigan, care se mută la Beijing, China, împreună cu mama sa (Taraji P. Henson) și îl înfruntă pe huliganul cartierului (Zhenwei Wang). El își face un aliat neașteptat – un bătrân numit domnul Han (Chan), maestru kung fu, care îi învață secretele de autoapărare.

## Distribuție
- Jaden Smith ca Dre Parker
- Jackie Chan ca Mr. Han
- Taraji P. Henson ca Sherry Parker
- Wenwen Han (韩雯雯) ca Meiying
- Zhenwei Wang ca Cheng
- Yu Rongguang ca Master Li
- Luke Carberry ca Harry
- Shijia Lü (吕世佳) ca Liang
- Ji Wang (王 姬) ca Mrs. Po
- Zhensu Wu (武振素) ca tatăl lui Meiying
- Zhiheng Wang (王志恒) ca mama lui Meiying
- Yi Zhao (赵 毅) ca Zhuang
- Cameron Hillman ca Mark
- Ghye Samuel Brown ca Oz
- Bo Zhang (张 博) ca Song